# Cophopodisma pyrenaea
Cophopodisoma pyrenaea es una especie de ortóptero perteneciente a la familia Acrididae.

## Descripción
Son pequeños. Los machos son más pequeños que las hembras. La longitud de los machos ronda el centímetro, mientras que el de las hembras ronda los dos centímetros, dos centímetros y medio. Estos saltamontes presentan un color verdoso, no especialmente claro, especialmente en el dorso, aunque por la parte lateral, especialmente en su abdomen, pueden tener manchas amarillentas o negras.

## Ecología
Se pueden observar entre los meses de julio y octubre, época en la que los ejemplares emergen en un estado adulto y se reproducen. Suelen estar en la superficie del lugar donde estén, porque carecen de alas membranosas y no vuelan.

### Hábitat y distribución
Esta especie es endémica de los Pirineos, territorio de España, Francia y Andorra. Habita prados y praderas con clima alpino y subalpino o en laderas pedregosas o no pedregosas hasta una altura de 2800 m s. n. m..

## Sistemática

### Etimología
Su nombre binomial deriva de las palabras en griego Kophos que significa obtuso o tonto y podismos que significa agrimensura en sus pies. La parte de su nombre binomial pyrenaea se refiere a su endemismo de los Pirineos.